# Krehīv
Krehīv (Крехів; in polacco Krechów; in russo Крехов?, Krehov) è un centro abitato dell'Ucraina, sito nel distretto di Žovkva.